# Henrik Simon
Rüdiger Henrik Simon (* 19. Mai 1971 in Torgau) ist ein deutscher Kommunalpolitiker (parteilos) und Oberbürgermeister der nordsächsischen Stadt Torgau.

## Werdegang
Simon studierte von 1995 von 2001 an der Frankfurt School of Finance & Management und war nebenbei bei der Raiffeisenbank Torgau beschäftigt. Zwischen 1997 und 2004 war Simon Leitender Referent der Landesbank Sachsen. 2004 machte er sich als Unternehmensberater selbstständig und studierte von 2016 bis 2019 Kommunalwirtschaft  an der Hochschule für nachhaltige Entwicklung Eberswalde. Zuletzt war er Projektkoordinator im Landratsamt Nordsachsen.
Simon ist verheiratet und hat zwei Kinder.

## Politik
Zur Bürgermeisterwahl 2022 kandidierte Simon als parteiloser Kandidat für das Amt. Bei einer Stichwahl setzte er sich gegen die bisherige Amtsinhaberin Romina Barth (CDU) deutlich durch.